# أنتوني جوزيف
أنتوني جوزيف (بالإنجليزية: Anthony Joseph) هو كاتب خيال علمي بريطاني، ولد في 12 نوفمبر 1966.

## وصلات خارجية
- الموقع الرسمي
- أنتوني جوزيف على موقع ميوزك برينز (الإنجليزية)
- أنتوني جوزيف على موقع ديسكوغز (الإنجليزية)